# Ebon (île)
Ebon est l'île principale de l'atoll du même nom, dans les Îles Marshall. Elle est située au sud-est de l'atoll et comporte le village d'Ebon ainsi que l'aéroport de l'atoll.